# Microeulima bartschi
Microeulima bartschi is een slakkensoort uit de familie van de Eulimidae. De wetenschappelijke naam van de soort is voor het eerst geldig gepubliceerd in 1937 door Strong & Hertlein.